# Волберг (Северна Каролина)
Волберг (енгл. Wallburg) град је у америчкој савезној држави Северна Каролина.

## Демографија
По попису из 2010. године број становника је 3.047.
| Група             | 2000.    | 2010.         |
| Белци             | 0 (0,0%) | 2.856 (93,7%) |
| Афроамериканци    | 0 (0,0%) | 26 (0,9%)     |
| Азијати           | 0 (0,0%) | 25 (0,8%)     |
| Хиспаноамериканци | 0 (0,0%) | 93 (3,1%)     |
| Укупно            | 0        | 3.047         |